# Okan Yalabık
Okan Yalabık (Bigadiç, Törökország, 1978. december 13.) török színész, szinkronszínész.

## Élete
Okan Yalabık 1978. december 13-án született Bigadiç-ban. Középiskolás korában döntött úgy, hogy színész lesz. Az Isztambuli Egyetemre járt. 2000-ben kezdte el színészi pályafutását. Ismert még, mint szinkronszínész. Számos filmet szinkronizál, például ő Po hangja A Kung Fu Panda és a Kung Fu Panda 2. című rajzfilmekben.

## Filmográfia

### Filmek
- Sır Çocuklan: 2. barát szerető (2002)
- Gülüm: Serhat (2002)
- Kolay Para: Güven (2002)
- Sen Kapat Ben Ararım (2003)
- Başyapıt: Nejat (2003)
- Büyü: Cemil (2004)
- Whatever You Wish: Stavro (2005)
- İlk Aşk: Rasim (2006)
- Mavi Mavi Gözlü Dev (2007)
- Güz Sancısı: Suat (2009)
- Peşpeşe: Kaan (2010)
- Hunting Season: Hasan Rıfat Adıgüzel (Çömez Hasan) (2010)
- My Mother's Wound: Mirsad (2016)
- Clair Obscur (2016)
- Balık Kraker (2018)
- Bağcık (2018)
- Stuck Apart: Pszichológus (2021)
- Cici (2022)

### Websorozatok
- Seddülbahir 32 Saat: Cevat Paşa (2016)
- Masum: Tarık Bayrakçı (2017)
- The Protector: Faysal Erdem / The Immortial

### Televízió
- Kaygısızlar (1994)
- Ğ TV: Bedri (1998)
- Yılan Hikayesi: Komiser Tayfun (1999)
- Çifte Bela: Acar (2001)
- Aşkım Aşkım: Tarkancan (2001)
- İki Arada: David (2002)
- Zeybek Ateşi: Kerem (2002)
- Yıldızların Altında: Engin (2002)
- Gel Kulağına Söyleyeyim (2003)
- Çaylak: Evren (2003)
- Serseri: Ömer (2003–2005)
- Sensiz Olmuyor: Can (2005)
- Çapkın: Özgür (2005)
- Hatırla Sevgili: Necdet Aygün (2006–2008)
- Avrupa Yakası: Önmaga (2007)
- Bu Kalp Seni Unutur Mu?: Kerim Yılmaz Sipahioğlu/Necdet Aygün (2009–2010)
- Szulejmán: Pargali Ibrahim pasa (2011–2013) (Magyar hangja: Viczián Ottó)
- Analar ve Anneler: Komiser Ayhan (2015)
- Vatanım Sensin (Sebzett szív): Charles (2017)
- Doktor Hekimoğlu: Orhan Yavuz (2019–2021) (Magyar hangja: Hajdu Steve)

## Színház
- Martı (1998)
- Nükte (1999)
- İhtiras Tramvayi: Stanley Kowalski (2001)
- İnishmorelu Yüzbaşı: Brendan (2003)
- Kumarbazın Seçimi: Carl (2005)
- 39 Basamak (2008/2016)
- Bayrak (2009/2011)
- Kral (Soytarım) Lear: Albany Dükü/ Gloucester Kontu (2014)
- Kozalar (2016)
- Dünyada Karşılaşmış Gibi: Aziz (2018)

## Szinkron
- Don Kişot: Horoz (2007)
- Kung Fu Panda: Po (2008)
- Cüceler Devlere Karşı: Gizli Oda: Karga Sneaky (2009)
- Uncharted 3: Drake’s Deception: Nathan Drake (2011)
- Kung Fu Panda 2.: Po (2011)
- Uncharted 4: A Thief's End: Nathan Drake (2016)
- Rossz cicus: Adnan ve Çizer (2016)
- Kung Fu Panda 3.: Po (2016)
- Anadolu Masallan: Narrátor (2016)